# Ильичёвка (Флорештский район)
Ильичёвка (рум. Iliciovca) — село в Флорештском районе Молдавии. Является административным центром коммуны Ильичёвка, включающей также село Майское.

## География
Село расположено на высоте 170 метров над уровнем моря.

## История
Первое документальное упоминание о селе Ильичёвка (под названием Николаевка) датировано 1888 годом. Поселение было основано на землях помещика Костаке Руссо группой украинских беженцев. 
В 1921 году была возведена деревянная церковь Святого Симеона Столпника. В 1933 году в селе было зарегистрировано 1286 жителей. Появились потребительская кооперация, смешанная начальная школа, православная церковь, примэрия, корчма.
До 1964 года село называлось Николаевкой и входило в состав Дрокиевского района Бельцкого уезда Молдавской ССР. По решению советских властей в 1964 году село было переименовано в Ильичёвку и вошло в состав Флорештского района Молдавской ССР. 
В советский период в селе располагалось правление колхоза «Маяк». Здесь открылись средняя школа, клуб с киноустановкой, библиотека, ателье бытового обслуживания населения, почтовое отделение, детский сад и магазины.

## Население
По данным переписи населения 2004 года, в селе Ильичёвка проживает 1473 человека (704 мужчины, 769 женщин).
Этнический состав села:
| Национальность | Число жителей | Процентный состав |
| -------------- | ------------- | ----------------- |
| украинцы       | 1124          | 76,31             |
| молдаване      | 319           | 21,66             |
| русские        | 23            | 1,56              |
| болгары        | 3             | 0,2               |
| поляки         | 1             | 0,07              |
| прочие         | 3             | 0,2               |
| Всего          | 1473          | 100 %             |